# Fearless - Il mondo oltre lo specchio
Fearless - Il mondo oltre lo specchio è un romanzo scritto dalla scrittrice Cornelia Funke, in collaborazione con Lionel Wigram. Il romanzo è il sequel di Reckless - Lo specchio dei mondi ed è seguito da Heartless - Il nemico immortale, che è stato pubblicato in lingua originale il 20 ottobre 2014 e che verrà successivamente tradotto e pubblicato in Italia nell'aprile 2016.

## Trama
Dopo aver pagato un prezzo così caro per riavere suo fratello, Jacob deve trovare assolutamente un rimedio alla morte che avanza e che gli lascia solo un anno di tempo. Inoltre il desiderio di trovare il padre è più forte che mai. riuscirà il più grande cacciatore di tesori del mondo oltre lo specchio a trovare il tesoro che per lui ha più importanza e nel contempo, come al solito, a salvare la pelle?

## Edizioni
- Cornelia Funke (e Lionel Wigram), Fearless. Il mondo oltre lo specchio, 1ª edizione, Arnoldo Mondadori Editore, 2013